# BLUE ROSE (芸能プロダクション)
有限会社BLUE ROSE（ブルーローズ、英文社名；BLUE ROSE inc.）は、神奈川県川崎市宮前区に本社を置く日本の芸能プロダクション。

## 沿革
- 2006年6月1日 - 東京都港区西麻布3-20-16 西麻布アネックス2Fに設立。
- 2009年2月1日より、所属タレントで構成する女性アイドルグループ「アイドルカレッジ」が活動中[1]。

## 概要
俳優・袴田吉彦が立ち上げた芸能人女子フットサルチーム「TEAM SPAZIO」のメンバーに、所属タレントの黒田としえ、星野智世、森安真弓、田中直乃の4名が、かつて所属していた。

## 所属タレント
※2023年5月現在
| - 蒼あんな - 蒼れいな - 石塚汐花 - 栞菜 - 黒田としえ - 森安まゆみ - 田中萌亞名 - 田島冬子 - 阪中麻衣（元anela） - 井波知子 - 鶴田葵 - 加藤美結（元anela） - 中西愛莉（元anela） - 門桃子 | - アイドルカレッジ - 南千紗登 - 中島優衣 - 海老原優花 - 今野穂乃花 - 若林春来 - 藤代梨々花 - 高橋媛 - 峯島叶夢 - 島田詩音 - 堤可鈴 - 上野凜夏 - 座波キララ - 松尾響綺 - 髙桑凜羽 - 中野亜沙美 - 相原愛香ケイト - 三ツ矢真歩 - 永田真由美 - 渡邉希奏 - 神谷優梨亜 |

## かつて所属していたタレント
- 藍沙
- 秋山未来
- 朝倉夏希
- 石原あみ
- 今井優芽
- 伊万里まい
- 門桃子
- KANA
- 神戸まりな
- 君塚美音
- 小池理絵
- 後藤愛弓
- 崎みなみ
- 沢菜々子
- 鈴木あゆ
- 鈴木文隆
- 瀬戸山清香
- 芹澤ユカ
- 高木千佳
- 重本未紗
- 友松花穂
- 千葉奈々希
- 竹原久美子
- 田中直乃
- 鶴田葵
- 土岐麻梨子
- 夏目十和子
- 南斗
- 浜崎サトル
- 平山美香
- 藤田竜介
- 星野智世（別名：ほしの智世）
- 松本唯
- 茉莉花
- 美月瑠菜
- 山崎彩花
- 優芽
- 蓮杖美咲
- 若月佑子
- 和田愛美
- 床爪さくら
- 宮城乃奈実
- 大久保舞香
- 神田緋那
- 稲葉美咲
- 重元愛瑠
- 安藤直
- 山口りえ
- 齋藤綺咲
- 川音希
- 影澤里奈
- 河東杏樹
- 田所栞
- 岡崎いちご
- 内藤里奈
- 間山優
- 三好夢摘
- 田口空
- 冨田樹梨亜